# Leukippos (Sohn des Eurypylos)
Leukippos (altgriechisch Λεύκιππος Leúkippos) ist in der griechischen Mythologie der Sohn des Eurypylos, des Königs von Kyrene und Sohnes des Poseidon und der Kelaino, und der Sterope, einer Tochter des Helios.
Sein Bruder ist Lykaon.